# The Screenshots
The Screenshots sind eine 2018 gegründete, deutschsprachige Punkrock-Band.

## Geschichte
Die Band besteht aus Susi Bumms, Kurt Prödel (* 1991) und Dax Werner, die sich auf Twitter kennengelernt haben. Die Band gab zunächst vor, aus dem niederrheinischen Krefeld zu stammen, aber eigentlich liegt der Bandmittelpunkt in Köln. Die Namen der Mitglieder sind Pseudonyme. In ihren Liedern widmen sie sich vor allem satirisch gesellschaftlichen und politischen Themen, etwa der Wiedervereinigung, der Fußball-WM 2006, der Internetkultur oder auch der Liebe.
Im April 2018 erschien mit Ein starkes Team eine erste Sammlung ihrer Songs. Die Zeit widmete dem Album, obwohl lediglich digital veröffentlicht, einen ganzen Artikel und lobte die Band, sie komme erfreulicherweise „ohne Selbstüberschätzung, Klebrigkeit und Larmoyanz“ aus und ihr Debüt sei die „schönste und schlaueste, wärmste und kühnste, traurigste und lustigste deutsche Pop-Platte des Frühjahrs“. Wenige Monate später erschien, ebenfalls nur digital, das zweite Album mit dem Titel Übergriff. Im Dezember 2018 erschien schließlich auf dem Label Staatsakt mit Europa LP ihre erste physische Veröffentlichung. Europa LP enthält sämtliche Lieder der ersten beiden Alben. Der Musikexpress vergab hierfür vier von sechs Sternen und lobte den „intelligenten Stumpfsinn, der zu den Geburtshelfern von Punk gehörte, die Lust am Sarkasmus, die Lebenswichtigkeit, die Rockmusik wieder für sich reklamiert, das „Duhuhu“ des Schlagers, die Wut, die Irritation, die die Songs rumpeln lässt“.
Google Maps, einen Song aus Europa LP präsentierten sie Mitte Dezember 2018 live im Neo Magazin Royale. Dieser Auftritt war gleichsam ihr erster öffentlicher Auftritt, bei dem sie jedoch darauf verzichteten, ihre Identitäten offenzulegen. So waren bei ihrer Performance lediglich Silhouetten der Körper zu sehen.
Anfang 2019 spielten sie drei Live-Konzerte in Hamburg, Köln und Berlin, eine für November 2019 geplante Tour wurde im Februar 2020 gespielt. Im Oktober 2020 traten sie gemeinsam mit LGoony live bei Late Night Berlin auf.
Am 16. Oktober 2020 erschien ihr Debütalbum 2 Millionen Umsatz mit einer einfachen Idee. Das Album stieg auf Platz 45 in den deutschen Albumcharts ein.

## Weitere Aktivitäten der Bandmitglieder
Dax Werner ist auch als Kolumnist des Satiremagazins Titanic tätig. Kurt Prödel wirkte regelmäßig in der Fernsehshow Studio Schmitt mit. Im Jahr 2021 veröffentlichte Kurt Prödel als Solokünstler die EP Wie kann man mit sich selbst so zufrieden sein?, die Single Frohe Weihnachten an alle die das alles noch ertragen sowie gemeinsam mit Fritzi Ernst die Single Jeder Mensch ist faszinierend. Gemeinsam mit Carla Kaspari moderiert er seit Januar 2023 den wöchentlichen Podcast Friendly Reminder. Am 30. Januar 2025 erschien Prödels Debütroman Klapper bei Ullstein.

## Diskografie
- 2018: Ein starkes Team (EP)
- 2018: Übergriff (EP)
- 2018: Europa (EP-Kompilation bei Staatsakt)
- 2019: Wir lieben uns und bauen uns ein Haus (EP)
- 2020: 2 Millionen Umsatz mit einer einfachen Idee (LP bei Musikbetrieb R.O.C.K)
- 2023: Wunderwerk Mensch (LP bei Musikbetrieb R.O.C.K)